# Abadia de Sassovivo

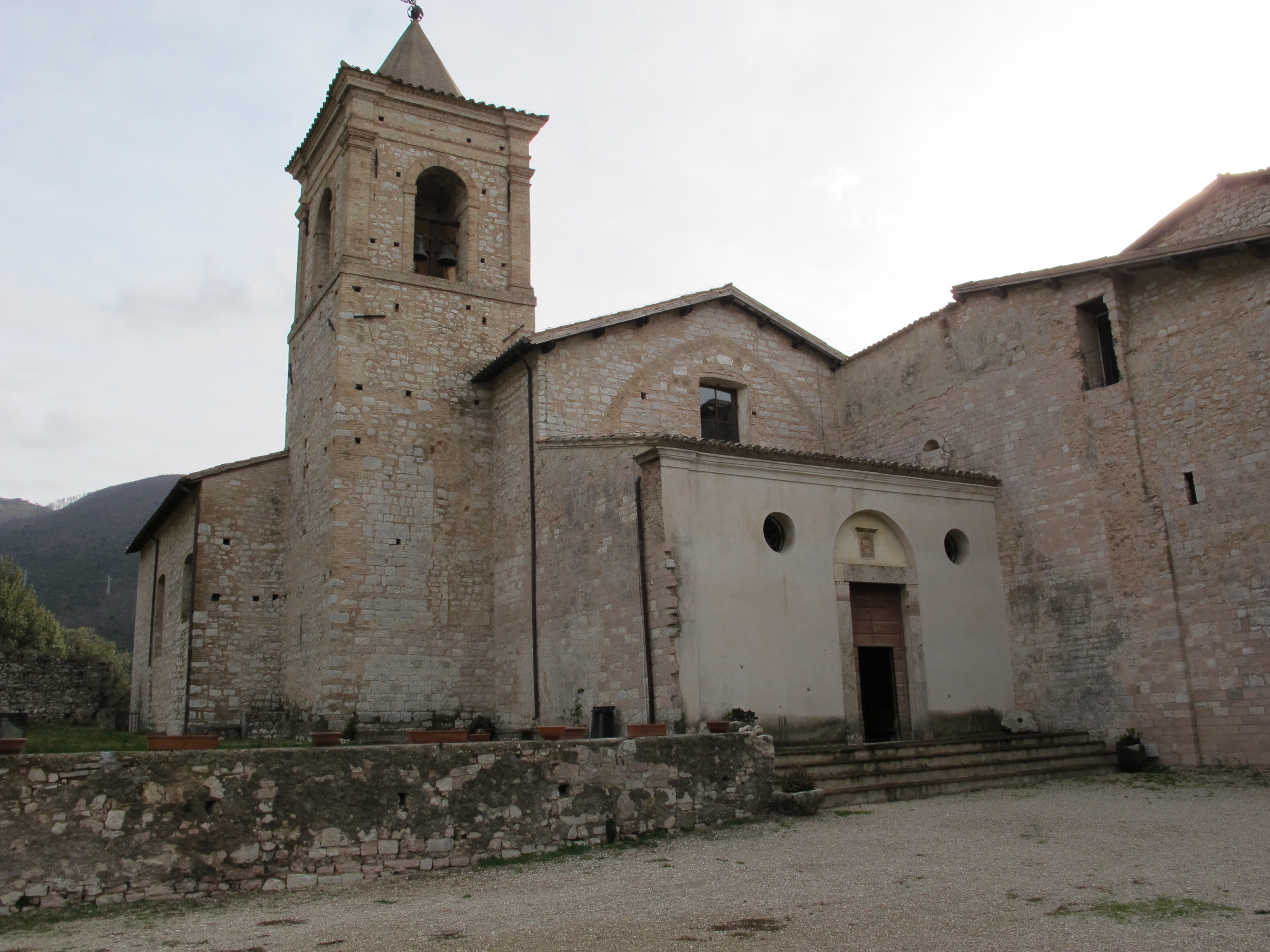
Abadia de Sassovivo.

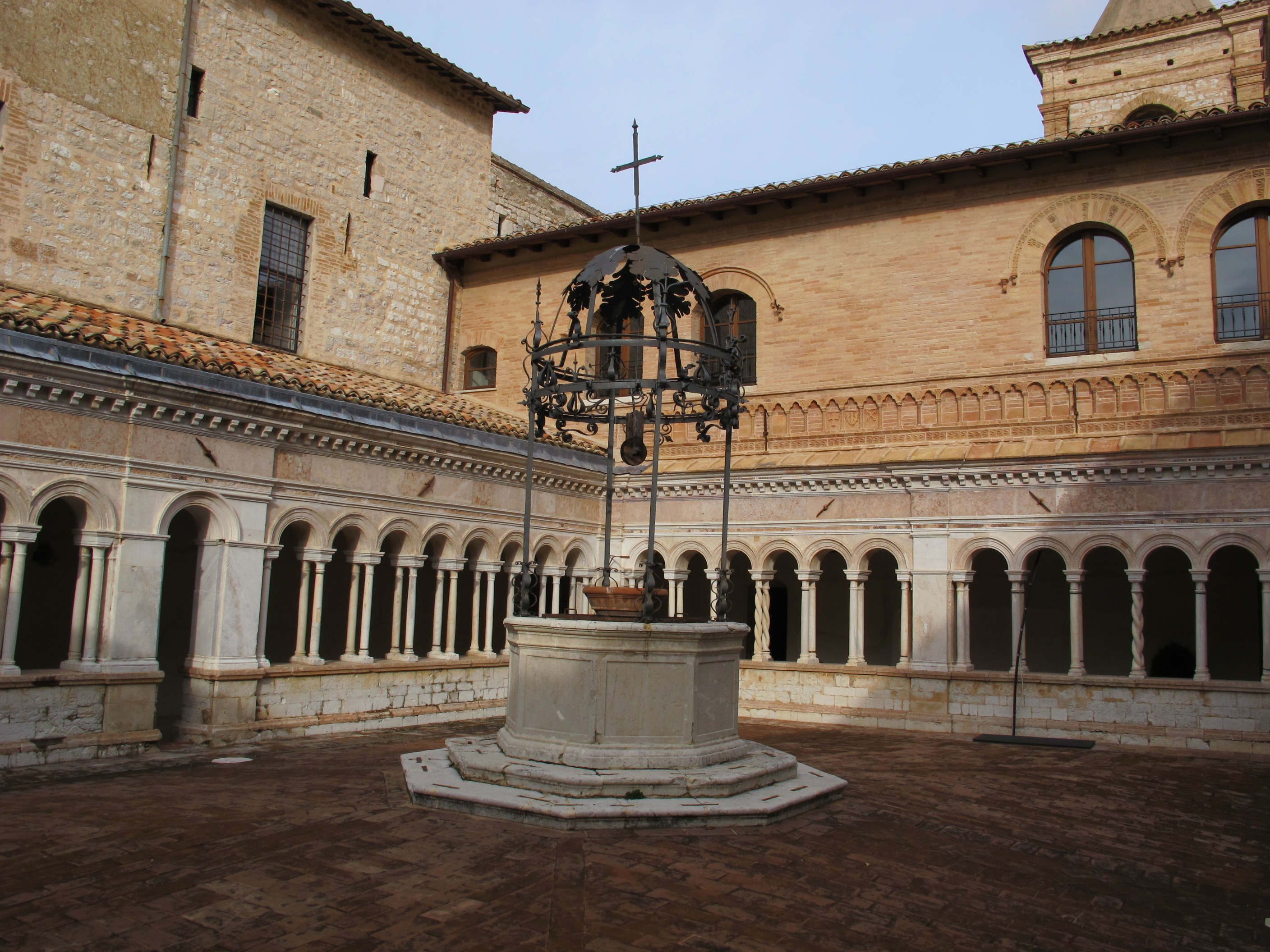
Claustro.

Abadia de Sassovivo é um mosteiro beneditino localizado na Úmbria, na Itália central. Administrativamente, é uma frazione da comuna de Foligno. A abadia no meio de uma antiga floresta de azinheiras, a seis quilômetros de Foligno e a 565 metros de altura, no alto de um rocha aos pés do Monte Serrone com vista para o Valle Umbra.

## História
A abadia foi fundada pelos beneditinos por volta de 1070, provavelmente por um Mainhard de Santa Maria di Sitria, com base num castelo preexistente da família Monaldi, num local que provavelmente já era utilizado desde a Antiguidade como santuário pelos úmbrios. Ela logo ganhou poder e prestígio graças a diversas doações. Em 1138, suas posses se estendiam de Roma (Santi Quattro Coronati) até Perúgia, Spoleto e Camerino. Nos séculos seguintes, chegou a controlar 97 mosteiros, 41 igrejas e 7 hospitais. No final do século XV, o controle da abadia passou para os beneditinos olivetanos.
O declínio começou no século XV. Durante as guerras napoleônicas, chegou a ser fechada e, depois da unificação da Itália e do fim dos Estados Papais, suas dependências foram divididas entre o estado italiano, as dioceses locais e proprietários privados. Hoje, parte da abadia pertence à Diocese de Foligno, outra ao governo italiano e uma terceira a uma família.
Em 1979, o bispo de Foligno deixou a abadia aos cuidados da comunidade dos "Pequenos Irmãos de Jesus Caritas do Padre Carlos de Foucauld”, que ainda cuidam do local. Nas décadas de 1970, 1980 e 1990, um importante programa de restaurações foi realizado e a igreja ainda está sendo reformada depois de ter sido danificada por um terremoto em 1997.

## Arquitetura
Entre os principais pontos de interesse estão o claustro românico (1229), encomendado pelo abade Angelo e executado pelo engenheiro romano Pietro de Maria. Com um plano retangular, conta com 58 arcos assentados em 128 pequenas colunas helicoidais com capiteis decorados com lírios e fitas. Está no claustro também um afresco da "Madona com o Menino" do século XIV. Nos dormitórios do mosteiro está um afresco da "Última Ceia" (1595). Outros afrescos do século XV estão nas "Loggia del Paradiso". A cripta do "Beato Alano" (do século XI) é um resquício da antiga Santa Maria in Valle, o núcleo original da Abadia de Sassovivo.
A famosa "Passeggiata dell'Abate" ("Caminho do Abade") é uma trilha por entre uma alameda de azinheiras, zimbros e pinheiros.